# 短雙背鰭鱨
短雙背鰭鱨，為輻鰭魚綱鯰形目倒立鯰科的其中一種，為熱帶淡水魚，分布於非洲尼羅河及乍得湖流域，體長可達3.1公分，棲息在底中層水域，生活習性不明。